# Norman Garwood
Norman Garwood (* 8. Januar 1946 in Birmingham, England; † 13. April 2019) war ein britischer Filmarchitekt.

## Leben
Garwood hatte eine Kunstschule in Birmingham besucht und anschließend, seit 1967, als Ausstatter beim britischen Fernsehen gearbeitet. Bis 1980 arbeitete er vorwiegend für Fernsehserien, ehe er bei Terry Gilliams Science-Fiction-Film Time Bandits seinen Einstand als Filmarchitekt (Art Director) gab. 1983 avancierte Garwood zum alleinverantwortlichen Chefarchitekten (Production Designer). Der endgültige Durchbruch im US-amerikanischen Filmgeschäft gelang ihm mit den Entwürfen zu Gilliams Science-Fiction-Klassiker Brazil. Hierfür erhielt Garwood seine erste Oscar-Nominierung und den BAFTA Film Award. Seine zweite Oscar-Nominierung folgte 1990 für das Historiendrama Glory, die dritte für Steven Spielbergs Hook. 2005 war Garwood für die Fernsehproduktion The Life and Death of Peter Sellers für den Emmy nominiert.

## Filmografie (Auswahl)
- 1981: Time Bandits
- 1983: Der rote Monarch
- 1985: Brazil
- 1985: Wasser – Der Film  (Water)
- 1986: Link – Der Butler (Link)
- 1987: Die Braut des Prinzen (The Princess Bride)
- 1989: Glory
- 1990: Misery
- 1991: Hook
- 1995: Die Piratenbraut (Cutthroat Island)
- 1998: Lost in Space
- 1999: Verlockende Falle (Entrapment)
- 2002: Rollerball
- 2004: The Life and Death of Peter Sellers
- 2004: Ella – Verflixt & zauberhaft (Ella Enchanted)
- 2006: Basic Instinct – Neues Spiel für Catherine Tramell (Basic Instinct 2)
- 2012: Die Piraten! – Ein Haufen merkwürdiger Typen (The Pirates! Band of Misfits)

## Auszeichnungen
- 1986: Oscar-Nominierung für Brazil
- 1986: BAFTA Film Award für Brazil
- 1990: Oscar-Nominierung für Glory
- 1992: Oscar-Nominierung für Hook
- 2005: Emmy-Nominierung für The Life and Death of Peter Sellers